# Pretty Cure
Pretty Cure (japanisch プリキュア PuriKyua, eigentlich: PreCure) ist der Name eines Franchise von Anime-Fernsehserien und -filmen, die dem Magical-Girl-Genre zuzuordnen sind. Jede der Serien enthält ein eigenes wiederkehrendes Leitmotiv, das in direktem Bezug zu den Hauptcharakteren steht und sich in ihren Namen, Attacken etc. widerspiegelt (z. B. das Musikthema in Suite PreCure♪ oder die Schmetterlinge in Yes! PreCure 5). Der Titel Pretty Cure ist ein Neologismus, zusammengesetzt aus den englischen Wörtern für „niedlich“ („pretty“) und „heilen“ („cure“), was der Serie ein mädchenhaftes Image verleihen soll.

## Fernsehserien
Toei Animation produzierte seit dem Jahr 2004 sämtliche Anime-Fernsehserien dieses Themenkomplexes.
Die erste Serie mit dem Titel Futari wa Pretty Cure wurde in Deutschland unter dem Titel Pretty Cure mit Cure White und Cure Black bekannt gemacht. Die zweite Staffel/Serie Futari wa Pretty Cure Max Heart mit den gleichen Hauptcharakteren und der neuen Cure Shiny Luminous knüpft an die erste Staffel an, wurde jedoch wie die nachfolgenden Serien bisher noch nicht in Deutschland veröffentlicht. Die Maskottchen der Serie sind Mepple, Mipple, Pollun sowie Lullun in der zweiten Staffel.
Die dritte Animation ist ein Ableger der ersten beiden und erschien im Jahr 2006 unter dem Titel Futari wa Pretty Cure Splash Star (ふたりはプリキュア Splash☆Star Futari wa Purikyua Splash☆Star.) In dieser Staffel handelt es sich um die beiden Pretty Cures Cure Bloom und Cure Egret.
Diesmal sind Flappy, Choppy, Moop und Foop als Maskottchen dabei.
Die vierte Fernsehserie Yes! PreCure 5 (Yes！プリキュア  5 Yes! Purikyua 5), die wie alle vorherigen etwa 50 Folgen umfasst, wurde seit dem Jahr 2007 im japanischen Fernsehen gezeigt und durch Yes! PreCure 5 GoGo! (Yes！プリキュア 5 GoGo! Yes! Purikyua 5 GoGo!) fortgesetzt.
Diese Staffel enthält Cure Dream, Cure Rouge, Cure Lemonade, Cure Mint Cure Aqua sowie auch der legendären Milky Rose als Hauptcharaktere. Die Rolle der Maskottchen nehmen Coco, Natts und Milk ein.
Am 1. Februar 2009 startete in Japan die sechste auf dieser Reihe aufbauende Serie Fresh Pretty Cure! (フレッシュプリキュア!, Furesshu PuriKyua!) mit den Protagonisten Cure Peach, Cure Berry, Cure Pine und Cure Passion, die mit ihrem Ende am 31. Januar 2010 50 Folgen umfasste und deren Produktion ebenfalls Toei Animation unterlag. Mit dabei sind Tarte und Chiffon als Maskottchen.
Vom 7. Februar 2010 bis zum 30. Januar 2011 lief im japanischen Fernsehen die siebte Serie aus dem Pretty-Cure-Franchise: HeartCatch PreCure! (ハートキャッチプリキュア!, HātoKyatchi PuriKyua!) mit 49 Folgen, sowie den Hauptfiguren Cure Blossom, Cure Marine, Cure Sunshine und Cure Moonlight. Die Hauptmaskottchen sind Chypre, Coffret und Potpourri.
Seit dem 6. Februar 2011 lief in Japan die achte Auskopplung aus dem Franchise mit dem Titel Suite PreCure! (スイートプリキュア♪, Suīto PuriKyua♪) mit 48 Folgen, welche somit nahtlos HeartCatch PreCure! auf seinem Sendeplatz abgelöst hat. Hauptcharaktere sind Cure Melody, Cure Rhythm, Cure Beat und Cure Muse. Die Rolle der Maskottchen präsentieren Hummy und die Fairy Tones.
Am 5. Februar 2012 startete im japanischen Fernsehen die neunte Staffel von Pretty Cure: Smile PreCure! (スマイルプリキュア!, Sumairu PuriKyua!). Die Geschichte wird in 48 Folgen erzählt. Hier sind die Hauptcharaktere Cure Happy, Cure Sunny, Cure Peace, Cure March und Cure Beauty. Candy und Pop sind die Maskottchen.
Die zehnte Staffel Doki Doki! PreCure (ドキドキ！プリキュア, Doki Doki! PuriKyua!) erschien am 8. Februar 2013 mit 49 Folgen.
Cure Heart, Cure Diamond, Cure Rosetta, Cure Sword und Cure Ace nehmen die Funktion der Hauptrolle ein und die der Hauptmaskottchen Sharuru, Raquel, Lance, Dabyi und Ai-chan.
Die elfte Staffel erschien mit Happiness Charge PreCure! (ハピネスチャージプリキュア!, Hapinesu Chāji PuriKyua!) im Februar 2014 mit 49 Episoden und feierte das zehnjährige Jubiläum der Reihe. Die Protagonistinnen sind Cure Lovely, Cure Princess, Cure Honey und Cure Fortune. Somit präsentieren Ribbon, Glasan und Phanphan die Maskottchen.
An zwölfter Stelle steht die Staffel Go! Princess Pretty Cure (Go!プリンセスプリキュア, Gō! Purinsesu PuriKyua), welche seit Februar 2015 ausgestrahlt wurde und 50 Folgen umfasst. Die Hauptpersonen sind Cure Flora, Cure Mermaid, Cure Twinkle und Cure Scarlet. Pafu und Aroma sind die Maskottchen der Staffel.
Anfang des Jahres 2016 fing die Ausstrahlung der 13. Staffel des Franchise an, die 50 Episoden umfasst. Diese Staffel ist bekannt unter dem Namen Mahō Tsukai Pretty Cure! (魔法つかいプリキュア, Mahō tsukai purikyua). Die derzeitigen Hauptfiguren sind Cure Miracle und Cure Magical, die bekannt als die legendären Hexen sind, sowie Cure Felice, die Trägerin des legendären Linkle-Stein Emerald. Mofurun ist das Maskottchen.
Im Februar 2017 fing die 14. Staffel Kirakira PreCure a la Mode (キラキラ☆プリキュアアラモード KiraKira☆Purikyua A Ra Mōdo) mit 49 Episoden an. Die Cures in dieser Staffel sind Cure Whip, Cure Gelato, Cure Chocolat, Cure Custard, Cure Macaron und Cure Parfait. In dieser Staffel ist das Maskottchen Pekorin.
Im Februar 2018 startete die 15. Staffel namens Hugtto Precure (HUGっと！プリキュア HUGtto! Purikyua). In dieser Staffel werden Cure Yell, Cure Etoile, Cure Macherie, Cure Ange und Cure Amour die Hauptrolle spielen. Harry und Hugtan werden die Rolle der Maskottchen sein.
Am 3. Februar 2019 startete in Japan die 16. Staffel namens Star Twinkle Precure (スター☆トゥインクルプリキュア Sutā☆Tuinkuru Purikyua.) 49 erhält die Staffel. Die Cures in dieser Staffel heißen Cure Star, Cure Milky, Cure Soleil, Cure Selene und Cure Cosmo. In dieser Staffel geht es um Weltall und Aliens. Die Rolle der Maskottchen nehmen Fuwa und Prunce ein.
Die 17. Staffel startete im Jahr 2020. Der Name ist Healin' Good Precure (ヒーリングっど♥プリキュア Hīrin Guddo♥Purikyua.) Mit 45 löste die Staffel Star Twinkle Pretty Cure ab. Die Hauptpersonen sind Cure Grace, Cure Fontain und Cure Sparkle. Rabirin, Nyatoran, Pegitan und Latte sind die Maskottchen der Cures.
Die 18. Staffel mit dem Namen Tropical-Rouge! Precure startete 2021. Die Cures heißen Cure Summer, Cure Papaya, Cure Coral Cure Flamingo und Cure La Mer sowie mit dem Maskottchen der Staffel Kururun. 
Am 6. Februar 2022 startet die neunzehnte Staffel Delicious Party♡Pretty Cure. Cure Precious, Cure Spicy, Cure Yum-Yum, Cure Finale sowie auch einen neuen eingeführten Helden Black Pepper werden die Helden der Staffel spielen. Kome Kome, Pam Pam und Mem Mem sind die Maskottchen.

## Kinofilme
Zu Pretty Cure entstanden bisher mehrere Kinofilme, ebenfalls von Toei Animation, als Fortsetzung der einzelnen Fernsehserien. Jede Staffel, mit Ausnahme von Hugtto Pretty Cure, bekam einen eigenen Film. Jedoch bekam Hugtto dafür einen eigenen All-Stars-Film zusammen mit Futari wa Pretty Cure.
| No. | Titel                                                                  | Erscheinungsdatum | Zugehörige Staffel                |
| --- | ---------------------------------------------------------------------- | ----------------- | --------------------------------- |
| 1   | Futari wa Pretty Cure Max Heart                                        | 16. April 2005    | Futari wa Pretty Cure Max Heart   |
| 2   | Futari wa Pretty Cure Max Heart 2: Yukizora no Tomodachi               | 10. Dezember 2005 | Futari wa Pretty Cure Max Heart   |
| 3   | Futari wa Pretty Cure Splash Star: Tick Tack Kiki Ippatsu!             | 9. Dezember 2006  | Futari wa Pretty Cure Splash Star |
| 4   | Yes! PreCure 5: Kagami no Kuni no Miracle Daibōken!                    | 10. November 2007 | Yes! Pretty Cure 5                |
| 5   | Yes! PreCure 5 GoGo!: Okashi no Kuni no Happy Birthday                 | 8. November 2008  | Yes! Pretty Cure 5 GoGo!          |
| 6   | Fresh Pretty Cure!: Omocha no Kuni wa Himitsu ga Ippai!?               | 31. Oktober 2009  | Fresh Pretty Cure                 |
| 7   | HeartCatch PreCure!: Hana no Miyako de Fashion Show… Desu ka!?         | 30. Oktober 2010  | Heartcatch Pretty Cure            |
| 8   | Suite PreCure!: Torimodose! Kokoro ga Tsunagu Kiseki no Melody!        | 29. Oktober 2011  | Suite Pretty Cure                 |
| 9   | Smile PreCure!: Ehon no Naka wa Minna Chiguhagu!?                      | 27. Oktober 2012  | Smile Pretty Cure                 |
| 10  | Doki Doki! PreCure: Mana Kekkon!!? Mirai ni Tsunagu Kibō no Dress      | 26. Oktober 2013  | Doki Doki Pretty Cure             |
| 11  | Happiness Charge PreCure!: Ningyō no Kuni no Ballerina                 | 11. Oktober 2014  | Happiness Charge Pretty Cure      |
| 12  | Go! Princess PreCure: Go! Go!! Gōka Sanbon Date!!!                     | 31. Oktober 2015  | Go! Princess Pretty Cure          |
| 13  | Mahō Tsukai Pretty Cure! Kiseki no Henshin! Cure Mofurun!              | 29. Oktober 2016  | Maho Tsukai Pretty Cure           |
| 14  | Eiga KiraKira☆Purikyua A Ra Mōdo: Paritto! Omoide no Mirufīyu!         | 28. Oktober 2017  | Kira Kira Pretty Cure à la Mode   |
| 16  | Eiga Sutā ☆ Tuinkuru Purikyua: Hoshi no Uta ni Omoi o Komete           | 19. Oktober 2019  | Star Twinkle Pretty Cure          |
| 17  | Eiga Hīrin Guddo Purikyua Yume no Machi de Kyun! tto GoGo! Daihenshin! | 20. März 2021     | Healin Good Pretty Cure           |
| 18  | Eiga Toropikarūju! Purikyua Yuki no Purinsesu to Kiseki no Yubiwa!     | 23. Oktober 2021  | Tropical Rouge Pretty Cure        |

HeartCatch PreCure! spielte insgesamt 930 Millionen Yen ein, der zweite Film zu Smile PreCure! 910 Millionen Yen, während Doki Doki! PreCure am Eröffnungswochenende 213 Millionen Yen einspielte.
Zudem gibt es noch die Filmreihe Pretty Cure All Stars, in der die Figuren aus den einzelnen Serien gemeinsam auftreten. In jedem Film spielt je eine Serie aus dem Pretty-Cure-Franchise die Hauptrolle. Der Film vom 27. Oktober 2018 hatte erstmals zwei der Serien im Vordergrund, um das 15-jährige Jubiläum des Franchise zu feiern. Pretty Cure Dream Stars ist der erste Film, in welchem die Serien nicht mehr alle vorkommen, sondern es in immer drei der Serien eingeteilt wurde, bestehend aus den zwei Staffeln der zwei Jahre zuvor und der Staffel, die zu dieser Zeit neu erschien.
| No. | Titel                                                                                       | Erscheinungsdatum | Hauptrolle                                |
| --- | ------------------------------------------------------------------------------------------- | ----------------- | ----------------------------------------- |
| 1   | Eiga Purikyua Ōru Sutāzu Dirakkusu: Minna Tomodachi— Kiseki no Zenin Daishūgō!              | 20. März 2009     | Fresh Pretty Cure                         |
| 2   | Eiga Purikyua Ōru Sutāzu Dirakkusu Tsu: Kibou no Hikari Reinbō Jueru o Mamore!              | 20. März 2010     | HeartCatch Pretty Cure                    |
| 3   | Eiga Purikyua Ōru Sutāzu Dirakkusu Surī: Mirai ni Todoke! Sekai o Tsunagu Niji-Iro no Hana! | 19. März 2011     | Suite Pretty Cure                         |
| 4   | Eiga Purikyua Ōru Sutāzu Nyū Sutēji: Mirai no Tomodachi                                     | 17. März 2012     | Smile Pretty Cure                         |
| 5   | Eiga Purikyua Ōru Sutāzu Nyū Sutēji Tsū: Kokoro no Tomodachi                                | 16. März 2013     | Doki Doki Pretty Cure                     |
| 6   | Eiga Purikyua Ōru Sutāzu Nyū Sutēji Surī: Eien no Tomodachi                                 | 15. März 2014     | Happiness Charge Pretty Cure              |
| 7   | Eiga Purikyua Ōru Sutāzu: Haru no Kānibaru♪                                                 | 14. März 2015     | Go! Princess Pretty Cure                  |
| 8   | Eiga Purikyua Ōru Sutāzu: Minna de Utau♪ Kiseki no Mahō                                     | 19. März 2016     | Maho Tsukai Pretty Cure                   |
| 9   | Eiga Purikyua Dorīmu Sutāzu!                                                                | 18. März 2017     | Kira Kira Pretty Cure à la Mode           |
| 10  | Eiga Purikyua Sūpā Sutāzu!                                                                  | 17. März 2018     | Hugtto Pretty Cure                        |
| 11  | Eiga Hagutto! Purikyua ♡ Futari wa Puri Kyua Ōru Sutāzu                                     | 27. Oktober 2018  | Hugtto Pretty Cure, Futari wa Pretty Cure |
| 12  | Eiga Purikyua Mirakuru Yunibāsu                                                             | 16. März 2019     | Star Twinkle Pretty Cure                  |
| 13  | Purikyua Mirakuru Rīpu Min'na to no Fushigi na 1 Nichi                                      | 31. Oktober 2020  | Healin Good Pretty Cure                   |

Zudem erschien 2006 in Japan der zwölf Minuten lange 3D-Film Futari wa Pretty Cure Splash Star: Maji Doki 3D Theater. Dieser erschien zudem in einer Fassung für IMAX-Kinos unter dem Titel Futari wa Pretty Cure Splash Star: Maji Doki Theater. Außerdem gab es einen Kurzfilm mit dem Namen Pretty Cure All Stars: GoGo Dream Live, der vor der Premiäre des Films Yes! Pretty Cure 5 GoGo!: Okashi no Kuni no Happy Birthday! in den Kinos gezeigt wurde.

## Vermarktung und Bedeutung
Zu Pretty Cure wurde eine große Zahl an Merchandising-Produkten auf den Markt gebracht, insbesondere die für Verwandlungen nötigen Utensilien, die Kostüme und die Maskottchen. In Tokio und Osaka bestehen nur dem Franchise gewidmete Läden. Diese Form der Vermarktung war von Anfang an Teil des Konzepts, Spielwarenhersteller Bandai ist Hauptsponsor, und gehört auch zu den wichtigsten Einnahmequellen der Produzenten.
Das Franchise gilt als in Japan erfolgreichstes im Genre Magical Girl, insbesondere als langlebigstes und umfangreichstes. Die Serien standen fast durchgehend auf den Plätzen acht bis zehn der meistgesehenen Animeserien des jeweiligen Jahres. Für die Rechteinhaber ist das Franchise ähnlich kommerziell erfolgreich wie die international erfolgreiche Animeserie One Piece.